# Rana capito
Rana capito là một loài ếch trong họ Ranidae. Nó là loài đặc hữu của miền Nam Hoa Kỳ, nó thường được tìm thấy gần các hồ.

## Hình ảnh

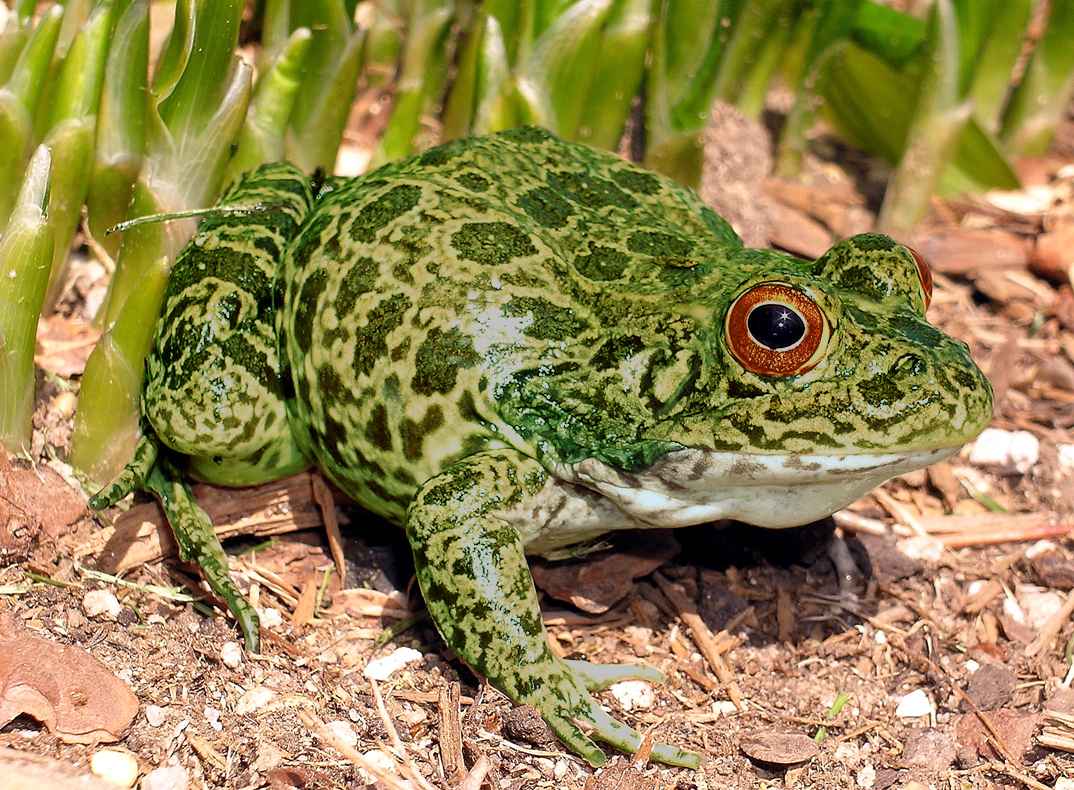